# گوپفرسدورف
گوپفرسدورف (به آلمانی: Göpfersdorf) یک شهر در آلمان است که در اتنبرگر لند واقع شده‌است. گوپفرسدورف ۲۳۲ نفر جمعیت دارد.